# Lamina (genre)
Pour les articles homonymes, voir Lamina.
Genre
Lamina est un genre d'araignées aranéomorphes de la famille des Toxopidae.

## Distribution
Les espèces de ce genre sont endémiques de Nouvelle-Zélande.

## Liste des espèces
Selon World Spider Catalog (version 18.5, 15/11/2017) :
- Lamina minor Forster, 1970
- Lamina montana Forster, 1970
- Lamina parana Forster, 1970
- Lamina ulva Forster, 1970

## Publication originale
- Forster, 1970 : The spiders of New Zealand. Part III. Otago Museum Bulletin, vol. 3, p. 1-184.